# ラストマン (漫画)
『ラストマン』は、江川達也による日本の漫画作品。『週刊ヤングマガジン』（講談社）にて連載され、単行本は講談社（ヤンマガKC）から全12巻が発売された。
連載話数の単位は「LAST.（ラスト）○○」（○○は第1話を100として1話進むごとに数を1減じた整数）と表記される。

## あらすじ
全裸の状態で道端に倒れていた謎の少年・マコト。大森愛（中3）とその弟の正義（小3）が、マコトを見つけ、姉弟の自宅へ連れ帰る。同じ頃、3人が出会った場所からほど近い東京渋谷の街には異形の者が現われる。それは世界征服を企む愛の秘密結社LOVE&PEACEが、マコトを抹殺するために放った怪人クモ女だった。クモ女との戦いの中でクワガタムシの超人ラストマンとして覚醒したマコトはクモ女を倒すが、それはLOVE&PEACEとの戦いの始まりに過ぎなかった。自分の正体も、LOVE&PEACEが自分を狙う理由も知らないまま、ラストマン・マコトは人々を苦しめる怪人たちと戦うのだった。

## 登場人物

### 主要人物
大森 誠（おおもり まこと）
道端に裸で倒れていた少年。大森姉弟が見つけた当初は自分の記憶どころか人間的な社会性もまったく身に着けておらず、大森愛から赤ん坊のようと形容されるが大森姉弟の自宅に住むようになり短期間で日本の中学生程度の思考を身に着ける。のちにラストマンに覚醒する。覚醒以降は大森愛・正義・宮本律子・竹之内由紀子の意識を感じ取ることができるようになる。
ラストマン・マコト
マコトがクモ女との戦いをきっかけとして覚醒した姿で、黒いクワガタムシの超人。最初は昆虫の蛹の意匠を持つ不完全な形態だったが、怪人たちとの戦いの中で変化していき、ワシ男との戦闘で一度敗れて再生した際に、成虫として羽や大顎を備えた完全形態になった。戦闘能力は他の怪人とは桁違いで、並の怪人を簡単に引き裂くほどのパワー、羽を使った超スピードの飛行能力、頑丈な外骨格等を持つ。また、不死身に等しい生命力を持ち、原型をとどめないほど体をバラバラにされても大地のエネルギーを吸収して復活し、怪人に捕食されても相手の体内で体を再構築して逆に倒してしまう。マコトもまたLOVE&PEACEが生み出した怪人の一人だが、その正体や生み出された目的は物語の終盤に明らかとなる。
大森 愛（おおもり あい）
港区立麻布ヶ丘中学校の中学3年生の少女。マンションに弟と2人暮らし。細かい物事をあまり気にしない大らかさを持つが少々天然ボケの気質。誠のことを「マコちん」と呼び、母親のように接する。
大森 正義（おおもり せいぎ）
愛の弟で小学生。天然気味の姉・愛のツッコミ役になることもしばしば。
宮本 律子（みやもと りつこ）
愛の同級生。14歳。口よりも先に手が出る気質。誠の人並みはずれた身体能力を見て誠に興味を持ち、なにかと誠と愛に接近する。LOVE&PEACE東京本部での決戦の後は、怪人と戦うラストマン・マコトに同行し、過剰な制裁を怪人に加えようとするマコトを諌めたり、自分たちの戦いに対する疑問を投げかける役割を担うようになる。
竹之内 由紀子（たけのうち ゆきこ）
きれい好きで大人しくて勉強好きな女の子。男子生徒の憧れ。
高橋 良美（たかはし よしみ）
由紀子の友人。学校1番の優等生。のちに猛毒サソリ女へ変身する。

### 港区立麻布ヶ丘中学校
下村（しもむら）
正式に中学校に転入した誠をいじめる男子生徒の1人。
木下（きのした）
正式に中学校に転入した誠をいじめる男子生徒の1人。
浅野（あさの）
正式に中学校に転入した誠をいじめる男子生徒の1人。
佐々木（ささき）
バスケ部主将の男子生徒。マコトと当初は反目するが、内心ではバスケの技量で自分を上回るマコトの出現を喜び、マコトにバイクの乗り方を教えるなど次第に友人関係を築く。しかし教師アレックス・パパリオスが怪人の姿で岬と性交している現場に遭遇してしまい、恋人に裏切られたことに絶望の涙を流しながら殺害されるという残酷な最期を遂げる。
岬 智子（みさき ともこ）
バスケ部のマネージャーを務める女子生徒。佐々木の彼女だったが、教師アレックス・パパリオスに誘惑され性交を重ねた結果、身も心もアレックスのものとなり、彼の命令で佐々木を殺害した。最後はラストマン・マコトに対抗する力を欲したアレックスによって性交で精気を吸い取られミイラ化して死亡する。
伊藤（いとう）
由紀子を天使と呼び慕う男子生徒。
西 春彦（にし はるひこ）
生徒会副会長の男子生徒。偏差値90の秀才で、わずか0.1秒で複雑な思考を巡らせる優秀な頭脳を持つ。しかし周囲には隠しているものの他人を常に見下し、虫や小動物などを解剖して殺すことに喜びを感じるという極めて醜悪な性格の持ち主。密かに人間も解剖したいという危険な願望を持っており、その実現のために医師を目指している。学校で騒動を起こしたマコトと大森愛が自分にとって邪魔になると危険視し、二人を騙して捕え殺害しようとするが、マコトに倒される。のちにLOVE&PEACEに誘われて構成員となり、性転換して変態ハエ女へ変身する。
木村（きむら）
隣のクラスの男子生徒。オタク気質でマコトに興味を持つ。
綱川（つなかわ）
麻布ヶ丘中学校の体育教師。マコトが起こした騒動の際に止めに入るが、殺気立った生徒たちに袋叩きにされる。その後は生徒たちからナメられるようになり憤懣を貯めていたところでギャル風の女子高生に誘われホテルで濃密な性交を楽しむが、怪人クモ女の正体を現した女子高生に食われ死亡する。

### LOVE&PEACE
マコトを狙う謎の組織。ナレーションでは「世界征服を狙う愛の秘密結社」と説明されるが、組織の規模は不明。

#### 大首領と幹部たち
大首領ピースラブ
LOVE&PEACEの最高幹部であり、逆田翔史雄、アルフォンヌとともにLOVE&PEACEを創設した三人の天才科学者の一人。マコトたちの前にも姿を見せることなく、謎に包まれた存在だが、物語の終盤で意外な正体が明らかになる。
逆田翔史雄（さかたとしお）
柄の悪そうな人相の男性。当初はLOVE&PEACEが東京本部でマコトらに「マコトのルーツ」とする映像を見せた際に、マコトの元の姿であるチンピラの男性と説明される。彼の姿を見て自分と深い関係があると直感したマコトはその説明を信じるが、それはLOVE&PEACEがマコトを懐柔するために詳細なプロフィールやキャラクターなどを設定した架空の人物であることが謎の女性・アルフォンヌから語られる。しかし、その後、ラストマン・マコトの前にカブトムシ型の怪人として現れ、マコトと同等または上回る能力を見せつけて去って行き、逆田翔史雄を実在の人物ではないと認識していたマコトを困惑させる。その正体はLOVE&PEACEの大幹部であり、LOVE&PEACEを創設した三人の天才科学者の一人である。また、マコトの前に現れた逆田翔史雄はクローン体であり、本体は意外な場所に意外な形で存在している。
宿敵カブトムシ男
逆田翔史雄のクローン体が変身した黒いカブトムシの怪人。LOVE&PEACEがマコトに放った最強最後の刺客で、ラストマン・マコトと同等以上の力を持つが、真の使命はマコトの抹殺ではなく、マコトを絶体絶命にまで追い詰めることでラストマン・マコトにある重大な選択をさせることにあった。
ステファン・アルフォンヌ
眼鏡をかけた白衣姿の白人女性。LOVE&PEACEが東京本部でマコトらに「マコトのルーツ」とする映像を見せた際に、逆田翔史雄が変身した姿のひとつであるフランス人女性アルフォンヌとして紹介される。マコトは、彼女の姿に対しても自分と深い関係があることを直感する。その後、自らマコトたちの前に映像として現れ、マコトらが見せられた映像が創作された偽の情報であることを伝えて消える。その際に自身もLOVE&PEACEと深い関わりを持つことを暗示しながらも正体は明かさなかったが、彼女もまたLOVE&PEACEの大幹部であり、LOVE&PEACEを創設した三人の天才科学者の一人である。また、マコトたちの前に現れた映像の彼女は本人の人格をコンピューターに移植したものであり、本体は意外な場所に意外な形で存在している。
女幹部プロメテウス
渋谷に所在するLOVE&PEACE東京本部の最高幹部の女性。マコトを抹殺するため、クモ女やアレックスを送り込んだ。東京本部にやってきたマコトたちにLOVE&PEACEの存在意義やマコトの正体を説明した上で「母なる海」を使用するよう勧める。普段の姿はスーツに身を包んだ女性だが、正体はLOVE&PEACE東京本部の建物に擬態していた巨大怪人であり、マコトたちの前に現れていた等身大の女性や「母なる海」などの内部施設は体の一部である。最後は擬態を解いて「母なる海」と同じ成分を持つ自身の体にマコトたちを取り込もうとするが、同化した状態を逆手にとって内部から彼女を倒そうとするマコトとのせめぎ合いの果てに、敗北して絶頂を迎えると同時に爆散して死亡する。

#### 怪人
怪奇クモ女
LOVE&PEACEがラストマン・マコトに放った第一の刺客。普段の見た目はギャル風の女子高生だが、六本の腕を持つ蜘蛛の怪人に変身し、股間から発した糸で人間を捕食する。マコトを探しに渋谷の街に現われるが、事前にマコトの手がかりとして女性の写真を渡されていたことからマコトの捜索に手間取ることになる。ラストマンとして目覚める前のマコトを襲い噛み付くが、それが逆にマコトのラストマンへの覚醒を促し、蛹形態となったマコトに引き裂かれる。それでも死んではおらず、巨大な蜘蛛の形態となって再びマコトを襲い、マコトの捕食に成功する。しかし、マコトは、クモ女の身体を体内から遺伝子レベルでマコト体へと再構築し、最期に顔面の一部だけを残して絶頂を迎えながらクモ女は死亡する。
恐怖ワシ男（アレックス・パパリオス）
LOVE&PEACE第二の刺客。表向きは麻布ヶ丘中学校へ転任してきた美男の外国人教師アレックス・パパリオス。裏では高橋良美を始めとする多数の女子生徒を性交して絶頂へ導き妊娠させ、教祖のように女生徒を洗脳支配しつつ、自分の子を増やしていた。ワシの姿に変身して空を飛び、性交によって女性を絶頂させ精気を吸収してはパワーアップする能力を持つ。またワシ男が妊娠させた女性は赤子ではなくダチョウの卵のようなものを産み、卵から産まれた子供は鳥類の雛のような容姿を持つ。夜の東京タワーを襲撃し、多数の女性の精気を次々吸収しては絶命させ、ビルほどの大きさに巨大化。ラストマン・マコトを粉々に引き裂くが、大地のエネルギーを吸収して完全な形態で復活したマコトのスピードには巨体が仇となって対応できず倒される。マコトに倒された巨大ワシ男の遺体やその子供達はカマキリ夫人が放った子カマキリによって全て捕食される。
残忍カマキリ女
カマキリ夫人とその子供のカマキリ娘たち。人間時は外見の年齢に合わせた頭身であることを除いて母娘ともにほぼ同じ顔立ちである。また両腕を鋭い切れ味を持つ鎌へ変化させることができる。初登場時は怪人の姿でワシ男とマコトの戦いを監視し、敗れて死亡したワシ男の遺体とその子供たちを自分の娘たちに喰わせて始末する。その後、母娘揃って人間の姿で大森正義の前に現れ、色仕掛けで正義を誘惑し、LOVE&PEACE東京本部へ連れ帰る。LOVE&PEACE東京本部でマコトを倒すためにカマキリ女の正体を現し、娘たちがマコトに敗れたハエ女（西春彦）を捕食する。その後、母親が悲壮な決意を持ってマコトに挑むが、マコトから瞬時に胴体を切断され死亡。娘たちは自暴自棄となった猛毒サソリ女と戦うがマコトと戦うことはなく、LOVE&PEACE東京本部が爆発した後の消息は不明。
死神ハンミョウ男（クローン佐々木）
プロメテウスがマコトを懐柔するために作った佐々木のクローン。マコトから拒絶されるとプロメテウスの命令で巨大なハンミョウの姿に変身しマコトを襲ったがハエ女の放ったウジ虫に喰い尽くされて死亡した。
怪異ヘビ女（クローン岬）
プロメテウスがマコトを懐柔するために作った岬のクローン。マコトから拒絶されるとプロメテウスの命令で巨大な蛇の姿に変身しマコトを襲うが、ハエ女の放ったウジ虫に喰い尽くされて死亡した。
変態ハエ女（西春彦）
「母なる海」を使用した西春彦が自身の変態的性癖と欲望の赴くまま、何度も性転換や形態の変化を繰り返したのち、最終的に、成人女性の身体と、ハエを混ぜたような形態へと辿り着いた姿。メスのハエの女性器となった股間から多数の卵を含んだ液を飛ばし、これを浴びた者はそこから即時孵化した多数の蛆に食われてしまう。また、本物のハエと同様に人間の排泄物を好んで食し、宮本律子は触れられただけで失神するほどの悍ましさを感じていたが、本人は自身の理想の姿として満足している。実は西春彦はマコトの中学校への初登校時の騒動以降、マコトを心から恨んで機会をずっとうかがっており、LOVE&PEACE東京本部に現われたマコトを襲った。LOVE&PEACEでマコトたちの前に現れた際は、憎悪の高ぶりから西春彦の顔に戻っている。ハンミョウ男とヘビ女を簡単に殺すなど並の怪人よりは強いようだが、マコトには敵わずパンチ一発で呆気なく倒される。それでも悔い改めずさらに強い怪人になって復讐してやると息巻くが、直後に現れた大量のカマキリ娘に喰い尽くされて死亡した。
猛毒サソリ女（高橋良美）
LOVE&PEACE東京本部を訪れた高橋良美が変身した姿。教師アレックス・パパリオス（ワシ男）が死してもなおアレックスを思慕し、アレックスを倒したマコトに憎しみを抱いているが、アレックスの遺体や自分の産んだアレックスとの子を捕食した者を遣わしたLOVE&PEACEとマコトのどちらを憎悪の対象とするのかで葛藤する。大森愛、武内由紀子、宮本律子たちや「母なる海」により自分の心が具現化する形で現われたアレックスと自分が産んだ鳥の雛の姿をした子供の説得を受けて高橋良美は元の人間の姿に戻り東京本部の爆発からも生還するが、それ以降のエピソードには登場していない。
地獄罠アリジゴク男
外見はアリジゴクだが、人間を罠にかけるため、ヒトジゴク男とも呼ばれている。宮本律子を誘拐するために現れ、彼女を巨大な巣穴に引きずり込んだ。LOVE&PEACE東京本部ではプロメテウスの命令により大森愛たちを殺そうとするが、マコトの力で爆死する。
魔人ネズミ男
下水道の中を猛スピードで走りまわる、不衛生な怪人。アリジゴク男の巣穴に落ちた宮本律子を捕え、ハエ女へ引き渡す。LOVE&PEACE東京本部が爆発した後の消息は不明。

### その他の超人
女幹部プロメテウス（LOVE&PEACE東京本部）が爆発した際に飛び散った液体が渋谷にいた一般の人々に降りかかったことで生まれた怪人たち。
透明カメレオン男
元はアイドルオタクの男性。自分のお気に入りのグラビアアイドルをいつも傍らで見ていたいとの思いが高じてカメレオンの怪人となる。透明化してお気に入りのグラビアアイドルが住むマンションの部屋に侵入するが、グラビアアイドルにプロ野球選手の恋人がいることに憤り、野球選手の男性を殺害したあと、透明化したままグラビアアイドルを強姦しさらには野球選手殺害の罪をグラビアアイドルに着せようとするがそこへ現われたラストマン・マコトに倒される。
人食いライオン男
元は職業不詳の若い男性。付き合っていた女性に「男としての魅力に乏しい」として捨てられ、屈辱の中、男としての強さと多数の女性を従える魅力を求めた結果、ライオンの怪人となる。怪人化してからは多数の女性を惹き付けるようになり、性交して雌ライオンの怪人に変えた女性たちの上に君臨していたが、女性たちが人を襲って被害を出すようになったため、ラストマン・マコトと対峙。マコトに襲いかかるも首を大顎に挟み切られて死亡した。ライオン女たちは退治されなかったが、全く改心せず今度はマコトに靡いていた。
情念蛾女
元は歌手志望の女性。最初は美女になって自分が憧れるプロデューサーの男性を虜にしていたが、やがて本来の我の強さから彼を振り回すようになり逃げられる。それでも彼と華やかな歌手への夢に妄執を募らせた結果、イモムシの怪人となり最終的に羽に不気味な女性の顔が浮かぶ巨大な蛾の怪人となる。羽から出る鱗粉には人を殺せるほどの猛毒が含まれている。自分から逃げたプロデューサーの男性を捕えて犯していたが、ラストマン・マコトに羽を引きちぎられて墜落死する。
潔癖ゴキブリ女
元は潔癖症のOL。潔癖症だが自己中心的な性格でまた他者を見下すなど自身の心の醜さからゴキブリの怪人の姿となる。怪人化してからはますます偏狭かつ残虐になり、不潔な者や自分が不快と判断した器物や人物に対し「焼却」や「浄化」と称して乳房から出す発火性の体液を浴びせて器物を焼き払ったり人々や動物を焼き殺すようになったため、ラストマン・マコトと対峙することになる。マコトとの戦いでは乳房をミサイルのように飛ばす攻撃も見せる。ゴキブリの怪人なだけあって生命力は強く、マコトに自分の体液を利用して身体に火を付けられ爆発しても耐え凌ぎ、千切れた手足も自身で接合・再生した。しかし化学薬品の類には弱く、最後はマコトから洗剤の泡が浮かぶドブ川に叩き落とされ、洗剤により滲み出した自分の体液の悪臭に苦しみながら水中に没した。
強欲コガネムシ男
元は多額の現金を手にすることを望む無職の男性。金を手にすることを目標としているがそのために労働に励むという姿勢はまったく持たず、多額の金を手に入れるために路上強盗を働いて他者から奪った金をギャンブルに注ぎ込み、そのギャンブルが的中せず金がなくなるとまた路上強盗を起こすという一連の行動を繰り返す。自分がコガネムシの怪人となっていることに当初は気づかず、現われたラストマン・マコトに自己弁護、他者への責任転嫁を並べ立てる。怒ったラストマン・マコトに成敗されると命乞い、反省や改心の弁を述べるが本心ではまったくその気はなく、金を見ると即座に本性を現して再度マコトから殴打される。この問答を何度か繰り返した末、最後は開き直って他人から金を奪ってやると発言したため、マコトと宮本律子から更生の余地は無いと見なされ、マコトに倒され死亡する。
悲哀カバ女
元は高校1年時にシングルマザーとなってからあまり日が経っていない女性とその子供。意を決してシングルマザーとなったが仕事と育児の両立が難しく、子供のミルク代にも事欠く中、メスのカバは子育て時に離乳食として自分の排泄物を子供に与えるとの解説をするテレビ番組を視聴した際の連想から自分の子供とともにカバの怪人となる。テレビ番組で放送されたカバと同様に自分の排泄物が食用にできること、また自分が味のよい料理や食物を摂れば排泄物の風味もよくなることに気付き、それを用いて「カバライス」なる料理を供する店を開き繁盛させる。その「カバライス」の評判を聞きつけたヤクザ者が「カバライス」のレシピを手に入れようと母子を脅すが、女性が自分の排泄する姿をヤクザ者に見せ、その際に母子ともにカバの怪人の姿になっていることに驚いたヤクザ者に対し、女性は（特に女性の子供を）怪物呼ばわりするとは何事と啖呵を切るが、逃げるヤクザ者に危害を加えることはしなかったため、ラストマンに変身してその状況を見ていたマコトは母子の前に現われずに変身を解く。その後も女性は「カバライス」を提供する店を続けている。
暴食ピラニア男軍団
元は一流校ではない大学の水球部に所属する7人の男子学生たち。水泳が得意なことと、自制心に乏しく欲望に忠実な性格によって、全員がピラニアの怪人となる。怪人化後はさらに欲望の赴くままに行動するようになり、ピラニアの群体のように集団で人間を捕食し女性を犯すようになったため、ラストマン・マコトと対峙。ラストマン・マコトにまとめて岩壁に叩きつけられ、全員干物と化す。
君臨女王アリ女
元は強いマゾ気質を持つOL。SM行為におけるパートナーの男性を亡くし、代わりとなる男性にめぐり会えずにいたところにLOVE&PEACE東京本部爆発による液体を浴び、他者の中にある服従することに喜びを感じるなどのマゾ気質を増大させる能力を持つ女王アリの姿の怪人となる。株式会社ANTSを設立して社員たちを働きアリになぞらえて支配下に置き、社員たちも女王のために働き服従することに喜びを見いだしており、また大きな反社会的行動を起こさずにいたため、マコトにその存在を察知されることがなかったが、株式会社ANTSで社員として働く夫婦が自分の子供たちをまったく顧みなくなり、公園にいたその幼い姉弟の感情を読み取り事情を悟ったマコトと宮本律子に会社へ乗り込まれる。ラストマン・マコトから社員を返すよう命令されると、マコトが放つ強い気迫を感じて本来のマゾ気質が蘇り、彼を新しい「ご主人様」として慕うようになる。命令通りにANTSを解散した後、次の命令を求める彼女をマコトは突き放すが、それを放置プレイと解釈した彼女は喜んで従い、無害な存在になる。
デビルマン（工藤明）
元は漫画作品『デビルマン』のファンの真面目な男性。『デビルマン』の主人公の不動明と似た名前、容姿を持つ。LOVE&PEACE東京本部爆発による液体を浴びた後、自分の妻を不良少年たちに輪姦された末に殺され、しかも加害者の少年たちが大した社会的制裁も受けなかったことに対する人間への絶望と怒りからデビルマンそのものの姿の怪人へ変身する。
妖艶バラ女
元は花屋で働く女性。自分の容姿にコンプレックスを持っており、美に対する強い憧れから美しい薔薇の怪人となる。怪人化してからは、多くの男女をその美貌で魅了し、自分が選んだ美男美女を吸収・同化させ花に変えていた。しかし、己の美しさへの慢心から高慢かつ残忍な性格になり、醜い者は生きる価値が無いとして自分の美の基準から少しでも外れた人物を大型化させた薔薇の棘を放って殺害するようになったため、マコトと対峙することになる。股間の花から分泌する蜜でマコトを魅了し籠絡しようとするが、マコトに蜜のみならずすべての体液を吸収され、自分を美しくも儚い花の命になぞらえ悲嘆しながら枯れ果てて死亡する。
不潔キノコ男
元は自分を着飾ることに興味が無く、清潔感のない服装や生活を好む若い男性。不潔にしているとキノコが生えるの連想からキノコの姿の怪人となる。怪人化に伴い自分が放屁することにより胞子を放ち、それを吸った他人の一部の新陳代謝を活発化させ、同時に衛生観念を著しく欠落させる能力を得る。この能力を用いて無差別または自分と少しでも関わりを持った人々に胞子を吸わせて不衛生かつそれが当たり前と誤認させる状況を作り出す。ラストマン・マコトは、キノコ男との対決の末、キノコ男に変身した男性の殺害も辞せずとの姿勢を示すが、事態を悪化させている根本は怪人となった人間の暴走よりもそれを引き起こしたLOVE&PEACEにあるとの考えに至った宮本律子により制止される。キノコ男に変身した男性は「これ以上他人に迷惑をかけないこと」を条件にマコトから助命を許され、以後は無人島で暮らす。
ナメクジ人
元は同性愛に悩む女子高生。怪人化により、両性具有の身体と、性交した相手を同化してナメクジ人に変える能力を獲得し、意中の同級生の女子や幼馴染の男子生徒をはじめとしてナメクジ人の仲間を増やしていった。ナメクジが両性具有であることに由来して、ナメクジ男・ナメクジ女など性別を特定した呼び名となっていない。ナメクジ人に同化させた者と同化させられた者たちの大勢でラストマン・マコトに襲いかかり、渋谷にいたために怪人に変化した者との戦いを繰り返す中で怪人が他者を殺していない場合にその怪人を倒すのかという問いに迷っていたマコトを困惑させる。最後は律子に塩をかけられ全員元の姿になって沈静化したが、完全に人間に戻ったかどうかは不明。
怪楽フーゾク女軍団
タコ女・イソギンチャク女・クラゲ女・イカ女・カニ女・マグロ女・クジラ女・ナマコ女・フナムシ女・うに女・カキ女・亀女・あか貝女・ウミウシ女・ワカメ女・ヒトデ女・ウサギ女。イメクラで働く女性たちがそれぞれに変身した姿。悪事は働いておらず、各自の特性を仕事に活かして客となった男性を大いに喜ばせている。そのためラストマン・マコトとは対峙していない。
勤勉恐竜少年
元は私立の小学校に通う男子児童。勉強熱心で成績優秀だが、親から施された過剰な英才教育の影響もあって周囲の人間を見下すようになり、自分が持つ強者の象徴である恐竜の王者ティラノサウルスと自身を重ねた結果、ティラノサウルスの怪人になる。暴れていたところをラストマン・マコトに懲らしめられ、上には上がいることを痛感して謙虚な性格に更生する。

## 用語
母なる海
LOVE&PEACE東京本部の建物内に設置された、プールのような形状の装置。装置の内部に満たされた液体に身体を浮かべた者は自分の思い描いた通りに自分の姿を造り替えることができる。その正体は女幹部プロメテウスの体の一部である。プロメテウスがマコトに敗北して爆散した際に内部の液体が飛び散り、それを浴びた多くの人々を怪人に変えることになる。
変態

霊気